# Ділянка дубових гаїв «Дубки» (Партизанське)
Ділянка дубових гаїв «Дубки» — комплексна пам'ятка природи місцевого значення, розташована поблизу села Сабла (Партизанське) Сімферопольського району, АР Крим. Номер об'єкта: 01-247-5013
Створена відповідно до Постанови ВР АРК № 92 від 15 лютого 1964 року. підтверджена Постановою Верховної Ради Автономної Республіки Крим від 20.12.2006 № 284-5/06.

## Загальні відомості
Пам'ятка природи регіонального значення. Гаї на схилах Внутрішнього пасма Кримських гір. Залишки дубових лісів, що колись росли на кордоні зі степом.
Землекористувачем є ДП «Сімферопольське лісомисливське господарство», Партизанське лісництво, квартал 89, вид. 4, квартал 4, вид. 1, площа 14 га.
Розташована на південній околиці села Сабла (Партизанське) Сімферопольського району.